# Neoseiulus gansuensis
Neoseiulus gansuensis är en spindeldjursart som först beskrevs av Wu och Lan 1991.  Neoseiulus gansuensis ingår i släktet Neoseiulus och familjen Phytoseiidae. Inga underarter finns listade i Catalogue of Life.